# Victor Laurentius
Victor Laurentius (’s-Hertogenbosch, 27 december 1973) is een Nederlandse historicus, galeriehouder en publicist.
Laurentius is een zoon van kunsthandelaar Theo Laurentius en Catharina Oosterman. Hij groeide op op Landgoed Duivenvoorde te Voorschoten. Laurentius zat op het Nederlandsch Lyceum te Den Haag. Tussen 1993 en 1997 studeerde hij geschiedenis te Leiden. Laurentius was een aantal jaar werkzaam bij het Nederlandse Rode Kruis en schreef diverse boeken, onder andere over Engelandvaarder Peter Tazelaar.
Laurentius organiseerde exposities over onder andere de Val van Srebrenica, de Molukse Treinkapingen  bij De Punt en Wijster, de dichter Slauerhoff en de kunstbeweging After Nature. 

## Bestseller 60
| Boeken met noteringen in de Nederlandse Bestseller 60 | Jaar van verschijnen | Datum van binnenkomst | Hoogste positie | Aantal weken | Opmerkingen |
| ----------------------------------------------------- | -------------------- | --------------------- | --------------- | ------------ | ----------- |
| Spion in smoking                                      | 2025                 | 07-05-2025            | 25              | 2            |             |

- International Standard Name Identifier: 0000 0003 6878 3040
- Nederlandse Thesaurus van Auteursnamen: 213798050
- Virtual International Authority File: 288971139
- WorldCat: E39PBJgX9Yy4TRK4BVKMJfp3wC